# Voujeaucourt
Voujeaucourt é uma comuna francesa na região administrativa de Borgonha-Franco-Condado, no departamento de Doubs. Estende-se por uma área de 9,45 km². Em 2010 a comuna tinha 3 272 habitantes (densidade: 346,2 hab./km²).